# Нородом Дженна
Дженна Нородом (кхмер. នរោត្តម ជេនណា; род. 11 марта 2012, Париж) — камбоджийская актриса, певица, модель и член королевской семьи Камбоджи. Она внучатая племянница короля Нородома Сиaмони, вторая дочь принцессы Бопхари и правнучка бывшего короля Нородома Сианука. Она также известна под именем принцесса Дженна.

## Фильмография

### Телевидение
| Год  | Название            | Название              | Канал | Примечания |
| Год  | Название            | Оригинальное название | Канал | Примечания |
| ---- | ------------------- | --------------------- | ----- | ---------- |
| 2020 | Богиня золотой зари | ទេពធីតាព្កុលមាស             | CTN   | [ 4 ]      |
| 2021 | Золотое Королевство | នគរមាស                 | CTN   | [ 4 ]      |

### Кино
| Год  | Название               | Название              | Студия           | Примечания |
| Год  | Название               | Оригинальное название | Студия           | Примечания |
| ---- | ---------------------- | --------------------- | ---------------- | ---------- |
| 2024 | Приют. Шёпот призраков | បណ្ដាសានាងរាត្រី             | LD Entertainment | [ 5 ]      |

## Награды и номинации
- Городской кинофестиваль в Камбодже: премия «Восходящая звезда» (2024)